# Ndut
Ndut ist eine Sprache, die im Senegal von den Serer im zentralen Westen des Landes sowie im Nordwesten des Thiès gesprochen wird.
Gemeinsam mit den Sprachen Lehar, Saafi, Noon und Palor, ist es Teil der Cangin-Sprachen, welche zur nördlichen Gruppe der westatlantischen Sprachen gehören, die ihrerseits der Sprachfamilie der Niger-Kongo-Sprachen angehören. 
Die französische Alternativbezeichnung für das Ndut ist Ndoute.
Im Jahre 2002 betrug die Gesamtzahl der Sprecher etwa 35.000. 